# Келсі Робінсон
Келсі Робінсон (англ. Kelsey Robinson; нар. 25 червня 1992) — американська волейболістка. Олімпійська чемпіонка і чемпіонка світу.

## Клуби
| Роки      | Клуби                                |
| --------- | ------------------------------------ |
| 2014—2015 | «Beijing BAIC Motor»                 |
| 2014—2015 | «Леонас де Понсе» (Понсе)            |
| 2015—2016 | «Імоко» (Конельяно)                  |
| 2016—2017 | «Beijing BAIC Motor»                 |
| 2016—2017 | «Імоко» (Конельяно)                  |
| 2017—2019 | «Вакіфбанк» (Стамбул)                |
| 2019—2020 | «Фенербахче» (Стамбул)               |
| 2020—2021 | «Guangdong Evergrande» (Шеньчжень)   |
| 2020—2021 | «Фенербахче» (Стамбул)               |
| 2021—2022 | «Toyota Auto Body Queenseis» (Карія) |
| 2022—2024 | «Імоко» (Конельяно)                  |
| 2024—     | «Атланта»                            |

## Статистика
Статистика виступів в єврокубках і клубних чемпіонатах світу:
| Сезон   | Клуб         | Турнір          | Ігри | Сети | Очки | Ср.  | Примітки |
| ------- | ------------ | --------------- | ---- | ---- | ---- | ---- | -------- |
| 2016/17 | «Імоко»      | Ліга чемпіонів  | 4    | 17   | 50   | 2,94 |          |
| 2017/18 | «Вакіфбанк»  | Ліга чемпіонів  | 11   | 29   | 34   | 1,17 |          |
| 2018/19 | «Вакіфбанк»  | Ліга чемпіонів  | 9    | 32   | 97   | 3,03 |          |
| 2019/20 | «Фенербахче» | Ліга чемпіонів  | 6    | 21   | 82   | 3,9  |          |
| 2020/21 | «Фенербахче» | Ліга чемпіонів  | 5    | 17   | 50   | 2,94 |          |
| 2022/23 | «Імоко»      | Ліга чемпіонів  | 7    | 24   | 56   | 2,33 |          |
| 2023/24 | «Імоко»      | Ліга чемпіонів  | 8    | 33   | 89   | 2,7  |          |
| Всього  | Всього       | Всього          | 50   | 173  | 458  | 2,65 |          |
| 2018    | «Вакіфбанк»  | Чемпіонат світу | 5    | 16   | 50   | 3,13 |          |
| 2022    | «Імоко»      | Чемпіонат світу | 4    | 14   | 38   | 2,71 |          |
| Всього  | Всього       | Всього          | 9    | 30   | 88   | 2,93 |          |

Статистика виступів у збірній на Олімпіадах і чемпіонатах світу:
| Рік    | Турнір           | Ігри | Сети | Очки | Ср.  | Місце | Примітки |
| ------ | ---------------- | ---- | ---- | ---- | ---- | ----- | -------- |
| 2014   | Чемпіонат світу  | 8    | 21   | 61   | 2,9  | 1     |          |
| 2016   | Олімпійські ігри | 8    | 30   | 30   | 1    | 3     |          |
| 2021   | Олімпійські ігри | 2    | 5    | 11   | 2,2  | 1     |          |
| 2022   | Чемпіонат світу  | 12   | 37   | 118  | 3,19 | 4     |          |
| 2024   | Олімпійські ігри | 6    | 15   | 6    | 0,4  | 2     |          |
| Всього | Всього           | 36   | 108  | 226  | 2,09 |       |          |

## Досягнення
Олімпійські ігри
- Перше місце (1): 2021 (Токіо)
- Друге місце (1):2024 (Париж)
- Третє місце (1): 2016 (Ріо-де-Жанейро)

Чемпіонат світу
- Перше місце (1): 2014

Кубок світу
- Друге місце (1): 2019
- Третє місце (1): 2015

Всесвітнє гран-прі
- Перше місце (1): 2015
- Друге місце (1): 2016

Ліга націй
- Перше місце (3): 2018, 2019, 2021

Ліга чемпіонів ЄКВ

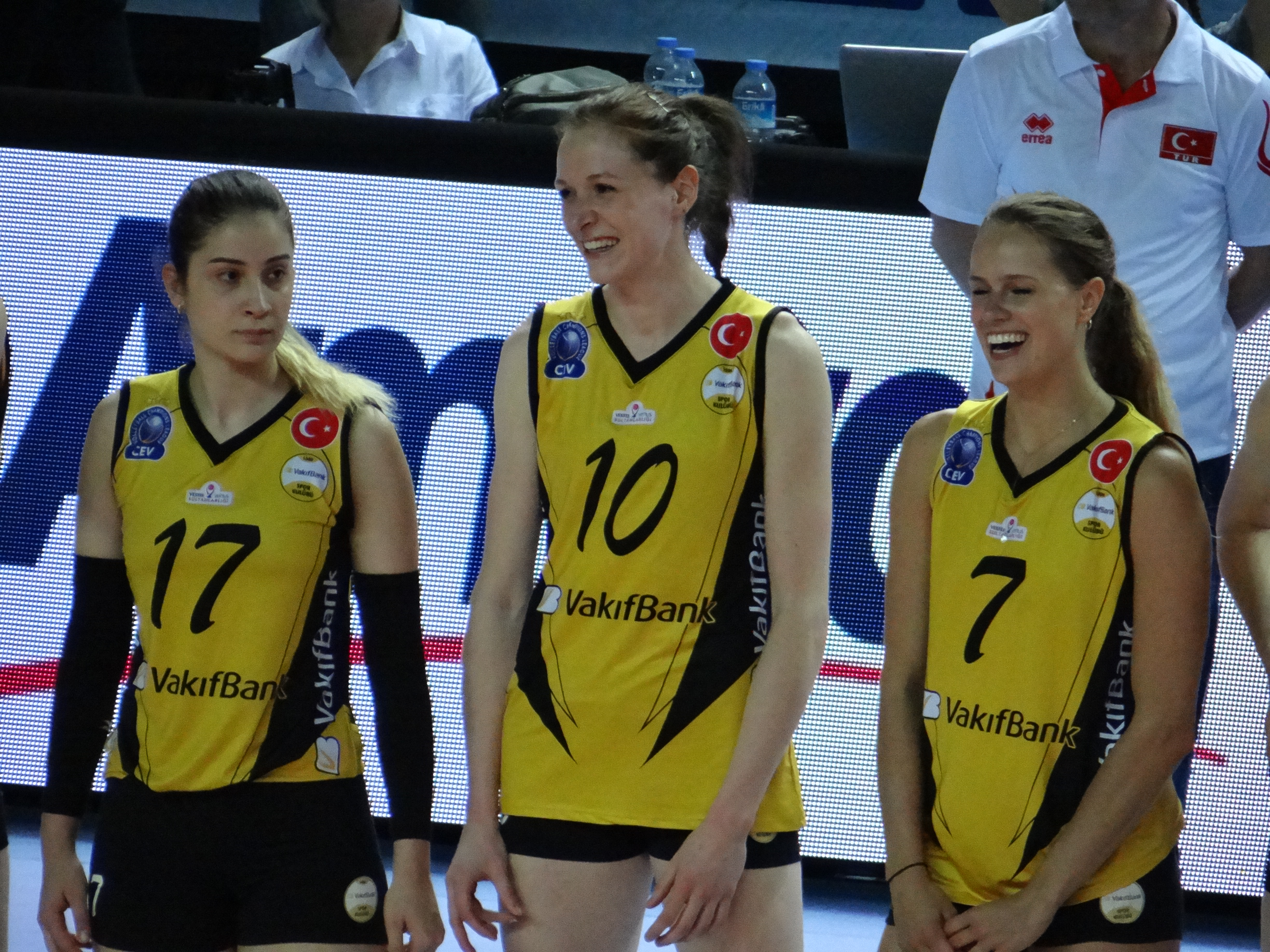
Волейболістки «Вакіфбанка» Туба Шенлглу, Лоннеке Слютьєс і Келсі Робінсон.

- Перше місце (2): 2018, 2024
- Друге місце (1): 2017
- Третє місце (1): 2019

Клубний чемпіонат світу
- Перше місце (2): 2018, 2022

Чемпіонат Італії
- Перше місце (3): 2016, 2023, 2024
- Третє місце (1): 2017

Кубок Італії
- Перше місце (2): 2017, 2023, 2024

Суперкубок Італії
- Перше місце (2): 2022, 2023

Чемпіонат Туреччини
- Перше місце (2): 2018, 2019
- Друге місце (1): 2021

Кубок Туреччини
- Перше місце (1): 2018
- Третє місце (2): 2019, 2021

Суперкубок Туреччини
- Перше місце (1): 2017
- Друге місце (1): 2018